# 砥川 (長野県)

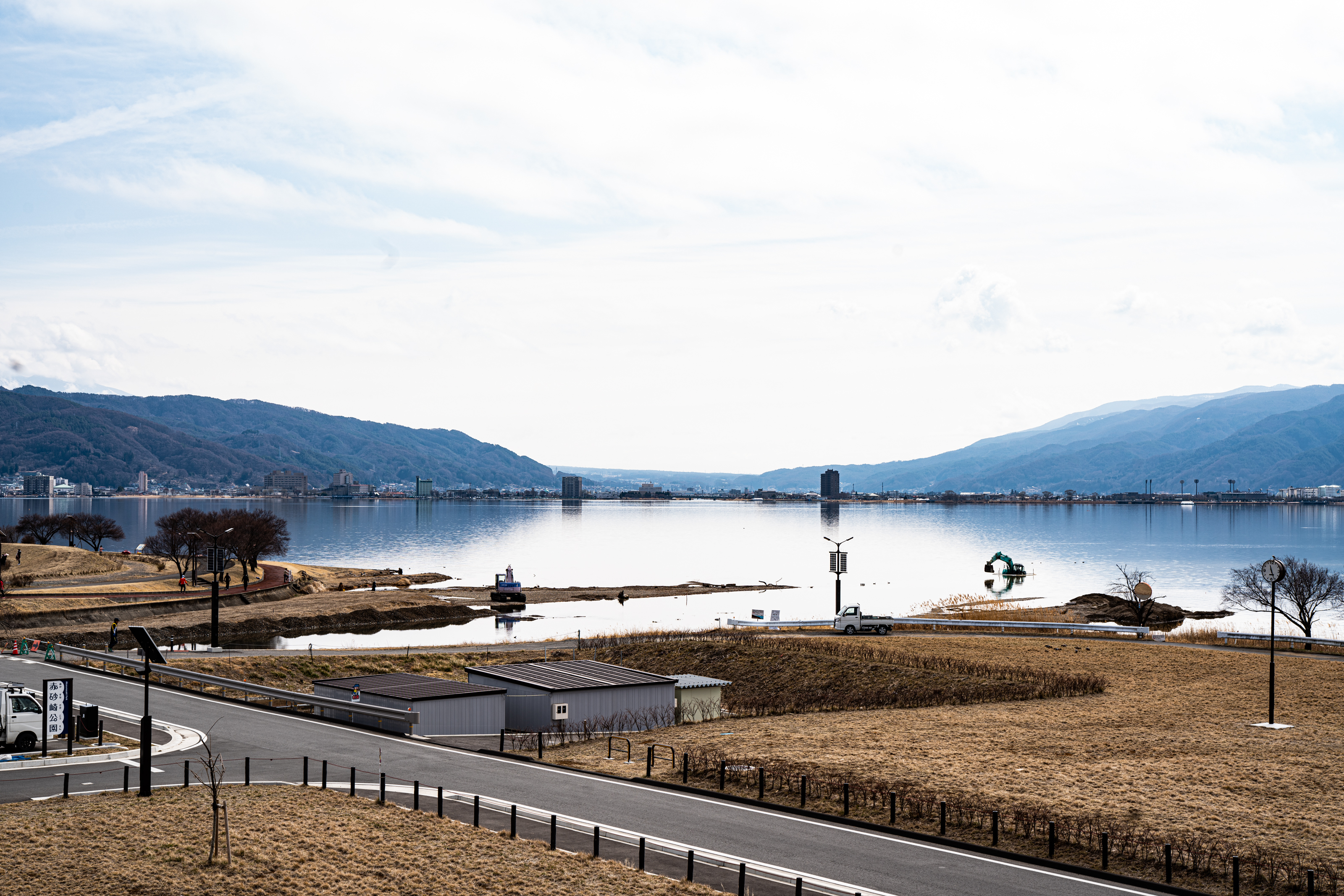
河口両岸に整備された赤砂崎公園

砥川（とがわ）は、長野県諏訪郡下諏訪町を流れる川で、一級水系・天竜川水系の一級河川。

## 地理
下諏訪町北部の和田峠に源を発し、支流の東俣川・福沢川を合わせ、下諏訪町中心市街地の西で諏訪湖へ流入している。

## 歴史
豊富な湧き水を持ち、古くから灌漑用水として使用されてきた。1846年（弘化3年）には菰川汐、1708年（宝永5年）には萩倉汐など多くの汐が開削された。
1900年（明治33年）10月に落合発電所が完成し、諏訪地方に電気の時代が到来した。東俣川から水を取り入れて発電する水力発電所で、当初は60キロワットの電力を発生することができた。その後、製糸業の発展に応じて増強され、1903年（明治36年）に120キロワット、1910年（明治43年）には200キロワットとなった。砥川では落合発電所以外にも、蝶ヶ沢発電所（250キロワット）、砥川発電所（490キロワット）が稼働している。
なお、砥川の河床の「砥川転石」は黒曜石原石として古代に利用された。

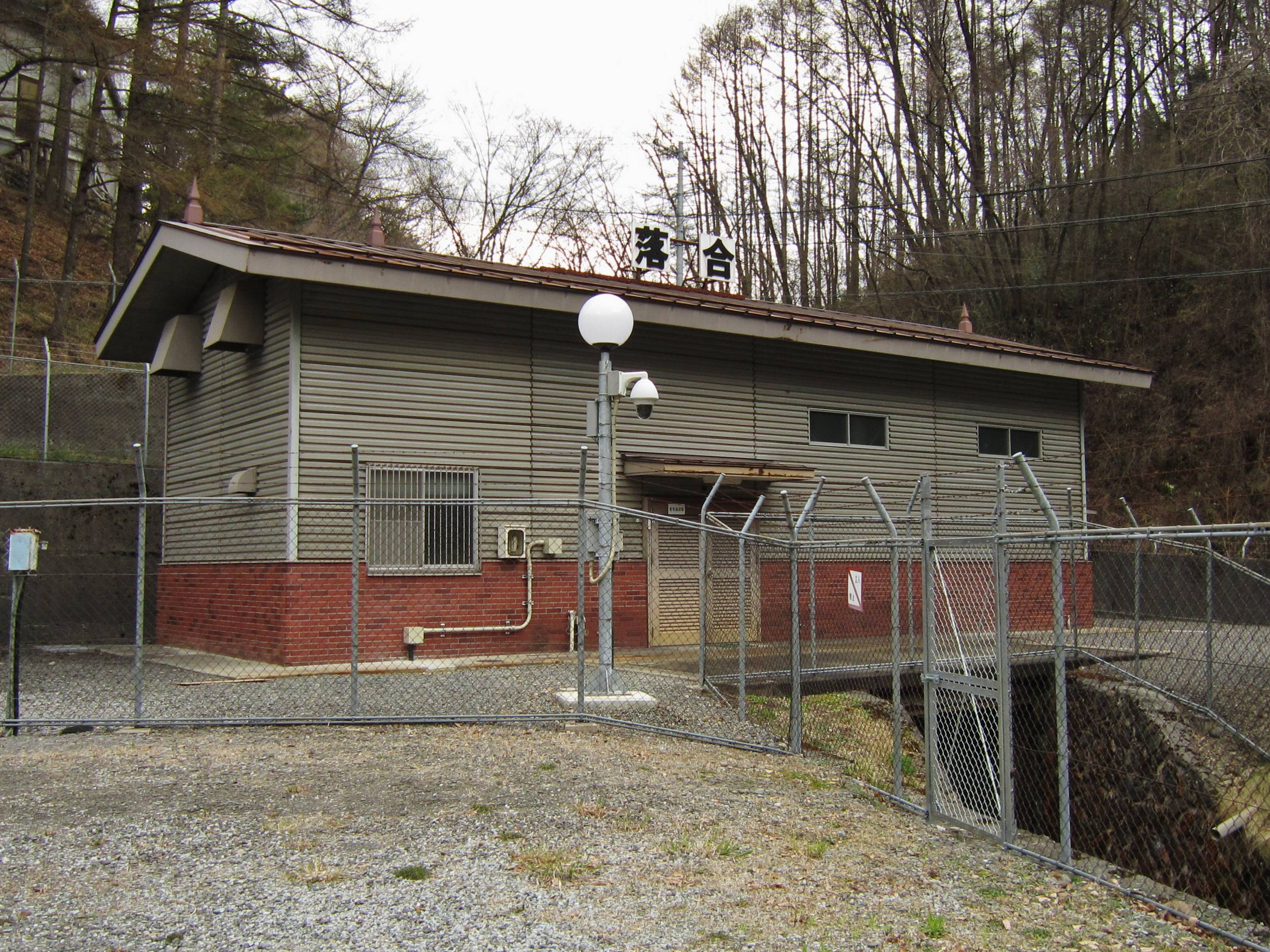
落合発電所 砥川と東俣川の合流点にある。
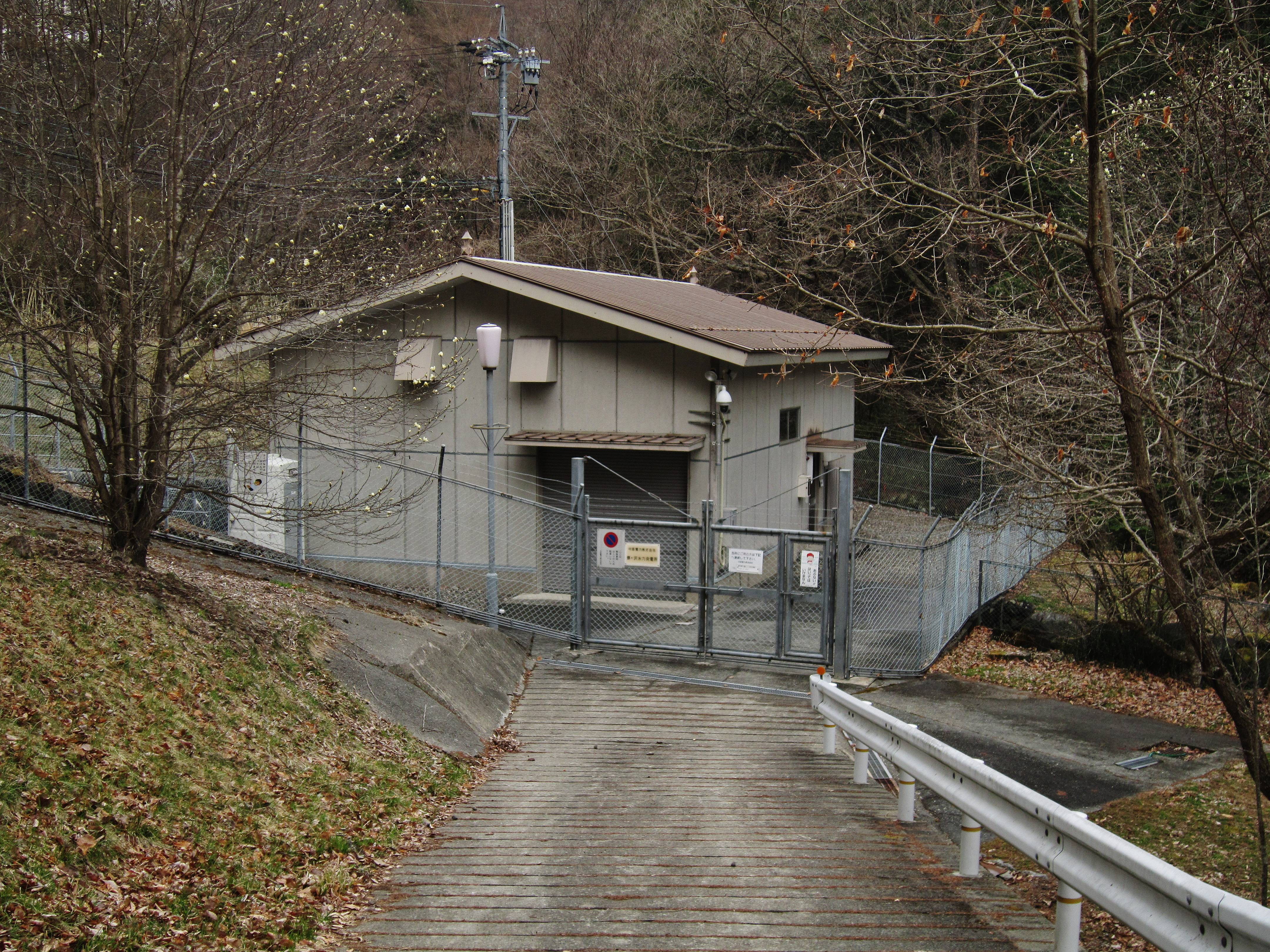
蝶ヶ沢発電所 （東俣川）
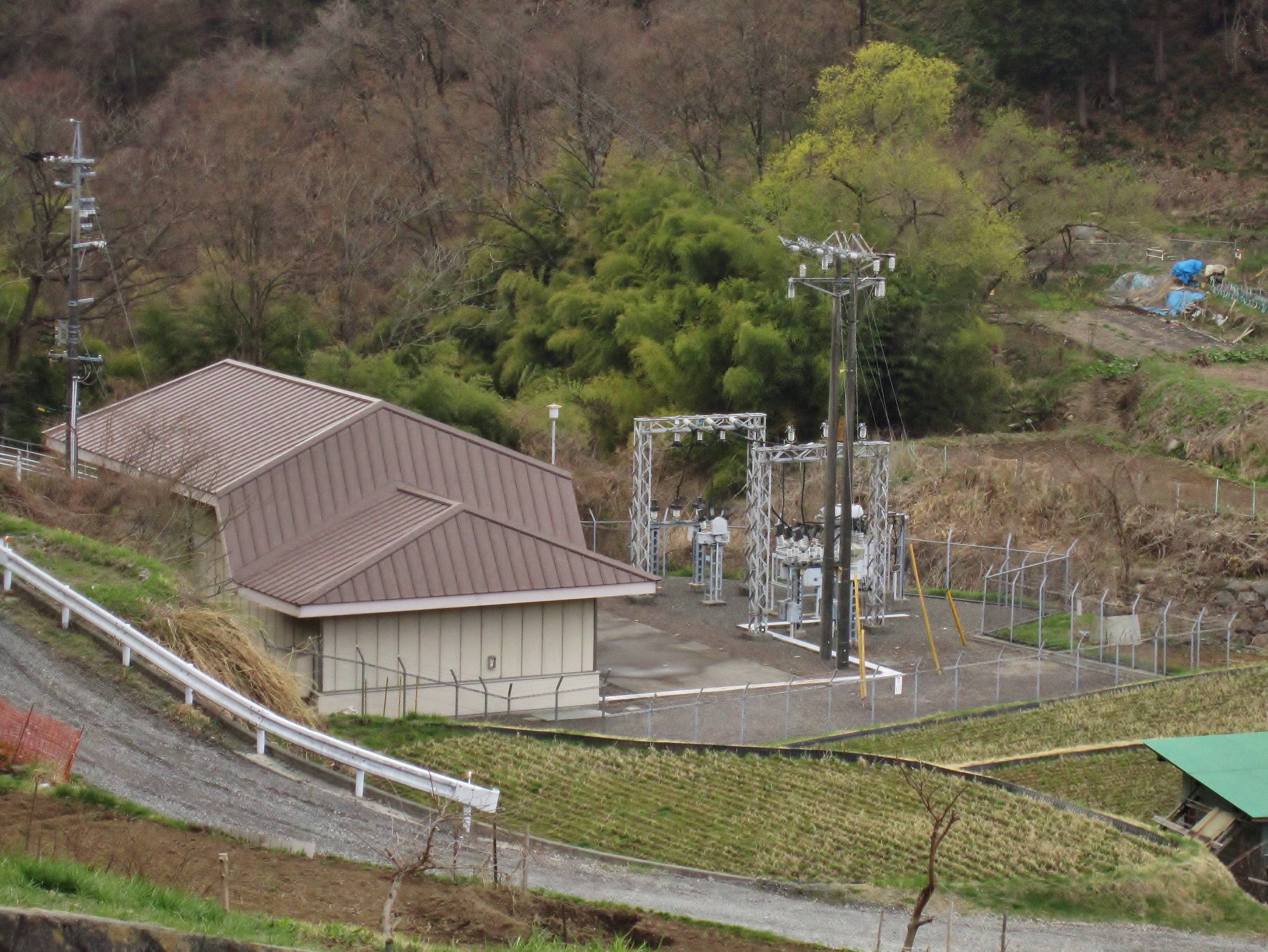
砥川発電所

## 下諏訪ダム計画
当初ダム計画案があったが、長野県知事であった田中康夫の脱ダム宣言により計画が中止された。